# ホリデー・ドキュメンタリー
『ホリデー・ドキュメンタリー』は、NHK総合テレビで祝日に放送されているテレビ番組。

## 概要・歴史
各地域放送局が全国的に旬で話題の人物・イベントに密着取材した地域発ドキュメンタリー番組。
1990年に『ホリデートピックス』として放送開始。1992年度より『ホリデーにっぽん』に改題、2009年度まで継続。
2011年度より『ホリデー・ドキュメンタリー』と改め、1年ぶりに再開。

## 放送時間
- NHK総合テレビ 祝日18:10 - 18:45（JST）

## 関連番組
- ホリデーインタビュー